# Ayuntamiento de Viladecans
El Ayuntamiento de Viladecans (en catalán: Ajuntament de Viladecans) es el órgano encargado del gobierno y administración del municipio de Viladecans, situado en la provincia de Barcelona, Cataluña, España. Está presidido por el alcalde. En 2023 ocupa dicho cargo Olga Morales Segura, del PSC. Esta administración tiene su sede en la calle de Jaume Abril.

## Alcaldes
| Periodo   | Nombre                                                      | Partido                                        |
| --------- | ----------------------------------------------------------- | ---------------------------------------------- |
| 1979-1983 | Joan Masgrau                                                | Partit Socialista Unificat de Catalunya (PSUC) |
| 1983-1987 | Miguel García Fenosa (1983-1983) Jaume Montfort (1983-1987) | Partit dels Socialistes de Catalunya (PSC)     |
| 1987-1991 | Jaume Montfort                                              | Partit dels Socialistes de Catalunya (PSC)     |
| 1991-1995 | Jaume Montfort                                              | Partit dels Socialistes de Catalunya (PSC)     |
| 1995-1999 | Jaume Montfort                                              | Partit dels Socialistes de Catalunya (PSC)     |
| 1999-2003 | Jaume Montfort                                              | Partit dels Socialistes de Catalunya (PSC)     |
| 2003-2007 | Jaume Montfort (2003-2007) Carles Ruiz Novella (2007-2007)  | Partit dels Socialistes de Catalunya (PSC)     |
| 2007-2011 | Carles Ruiz Novella                                         | Partit dels Socialistes de Catalunya (PSC)     |
| 2011-2015 | Carles Ruiz Novella                                         | Partit dels Socialistes de Catalunya (PSC)     |
| 2015-2019 | Carles Ruiz Novella                                         | Partit dels Socialistes de Catalunya (PSC)     |
| 2019-2023 | Carles Ruiz Novella                                         | Partit dels Socialistes de Catalunya (PSC)     |
| 2023-act. | Carles Ruiz Novella                                         | Partit dels Socialistes de Catalunya (PSC)     |

## Pleno
| Partido político | Partido político                                                                                        | 1979   | 1983   | 1987   | 1991   | 1995   | 1999   | 2003   | 2007   | 2011   | 2015   | 2019   | 2023   |
| Partido político | Partido político                                                                                        | Ediles | Ediles | Ediles | Ediles | Ediles | Ediles | Ediles | Ediles | Ediles | Ediles | Ediles | Ediles |
|                  | Partit dels Socialistes de Catalunya (PSC)                                                              | 7      | 12     | 12     | 15     | 14     | 14     | 12     | 13     | 12     | 11     | 13     | 12     |
|                  | Convergència i Unió (CiU)-Junts per Catalunya (JxC)                                                     | 2      | 3      | 4      | 4      | 4      | 5      | 5      | 4      | 4      | 0      | 0      | 0      |
|                  | Partit Socialista Unificat de Catalunya (PSUC)-Iniciativa per Catalunya Verds (ICV)-En Comú Podem (ECP) | 9      | 3      | 4      | 2      | 4      | 2      | 3      | 2      | 3      | 2      | 1      | 2      |
|                  | Alianza Popular (AP)-Partit Popular de Catalunya (PP)                                                   | —      | 1      | 0      | 0      | 3      | 3      | 3      | 3      | 5      | 2      | 0      | 3      |
|                  | Vox | —      | —      | —      | —      | —      | —      | —      | —      | —      | —      | 0      | 3      |
|                  | Esquerra Republicana de Catalunya (ERC)                                                                 | —      | —      | —      | —      | 0      | 0      | 2      | 2      | 0      | 3      | 5      | 5      |
|                  | Ciutadans (CS)                                                                                          | —      | —      | —      | —      | —      | —      | —      | 1      | 0      | 4      | 5      | 0      |
|                  | Viladecans Sí Se Puede (VSP)                                                                            | —      | —      | —      | —      | —      | —      | —      | —      | —      | 2      | —      | —      |
|                  | Ganemos-Podemos                                                                                         | —      | —      | —      | —      | —      | —      | —      | —      | —      | 1      | 2      | —      |
|                  | Plataforma per Catalunya (PxC)                                                                          | —      | —      | —      | —      | —      | —      | —      | —      | 0      | 1      | —      | —      |
|                  | Unión de Centro Democrático (UCD)-Centro Democrático y Social (CDS)                                     | 2      | —      | 1      | 0      | —      | —      | —      | —      | —      | —      | —      | —      |
|                  | Esquerra Unida i Alternativa (EUiA)                                                                     | —      | —      | —      | —      | —      | 1      | —      | ICV    | ICV    | ICV    | ECP    | ECP    |
|                  | Partit del Treball de Catalunya (PTC)                                                                   | 1      | —      | 0      | —      | —      | —      | —      | —      | —      | —      | —      | —      |
|                  | Partit dels Comunistes de Catalunya (PCC)                                                               | —      | 2      | —      | 0      | —      | —      | —      | —      | —      | —      | —      | —      |

## Resultados electorales
| Partido político                                         | 2023  | 2023  | 2023       | 2019  | 2019   | 2019       | 2015  | 2015  | 2015       | 2011  | 2011  | 2011       | 2007  | 2007  | 2007       |
| Partido político                                         | %     | Votos | Concejales | %     | Votos  | Concejales | %     | Votos | Concejales | %     | Votos | Concejales | %     | Votos | Concejales |
| Partit dels Socialistes de Catalunya (PSC)               | 38,12 | 9635  | 12         | 40,14 | 11 771 | 13         | 37,96 | 9892  | 11         | 36,68 | 8394  | 12         | 44,17 | 9133  | 13         |
| Esquerra Republicana de Catalunya (ERC)                  | 19,04 | 4813  | 5          | 17,78 | 5216   | 5          | 10,21 | 2660  | 3          | 4,41  | 1010  | 0          | 6,94  | 1436  | 2          |
| Partit Popular de Catalunya (PP)                         | 10,69 | 2703  | 3          | 3,39  | 996    | 0          | 6,71  | 1750  | 2          | 16,13 | 3691  | 5          | 12,08 | 2498  | 3          |
| Vox                                                      | 9,89  | 2502  | 3          | 2,54  | 747    | 0          | —     | —     | —          | —     | —     | —          | —     | —     | —          |
| En Comú Podem (ECP)-Iniciativa per Catalunya Verds (ICV) | 8,44  | 2135  | 2          | 5,75  | 1687   | 1          | 9,49  | 2472  | 2          | 10,26 | 2349  | 3          | 9,99  | 2065  | 2          |
| Ciutadans (CS)                                           | 3,41  | 864   | 0          | 15,14 | 4442   | 4          | 13,64 | 3554  | 4          | 3,55  | 812   | 0          | 5,34  | 1104  | 1          |
| Junts per Catalunya (JxC)-Convergència i Unió (CiU)      | 3,39  | 859   | 0          | 4,02  | 1179   | 0          | 4,76  | 1240  | 0          | 13,70 | 3135  | 4          | 15,79 | 3266  | 4          |
| Podemos                                                  | —     | —     | —          | 7,72  | 2119   | 2          | —     | —     | —          | —     | —     | —          | —     | —     | —          |
| Plataforma per Catalunya (PxC)                           | —     | —     | —          | —     | —      | —          | 2,42  | 632   | 0          | 5,55  | 1271  | 1          | —     | —     | —          |
| Viladecans Sì Pot (VSP)                                  | —     | —     | —          | —     | —      | —          | 6,51  | 1696  | 2          | —     | —     | —          | —     | —     | —          |
| Ganemos                                                  | —     | —     | —          | —     | —      | —          | 6,30  | 1643  | 1          | —     | —     | —          | —     | —     | —          |

## Evolución de la deuda viva municipal
El concepto de deuda viva contempla sólo las deudas con cajas y bancos relativas a créditos financieros, valores de renta fija y préstamos o créditos transferidos a terceros, excluyéndose, por tanto, la deuda comercial.
| Gráfica de evolución de la deuda viva del Ayuntamiento entre 2008 y 2023                             |
| |
| Deuda viva del Ayuntamiento de Viladecans, en miles de euros, según datos del Ministerio de Hacienda |